# Vörössapkás gyümölcsgalamb

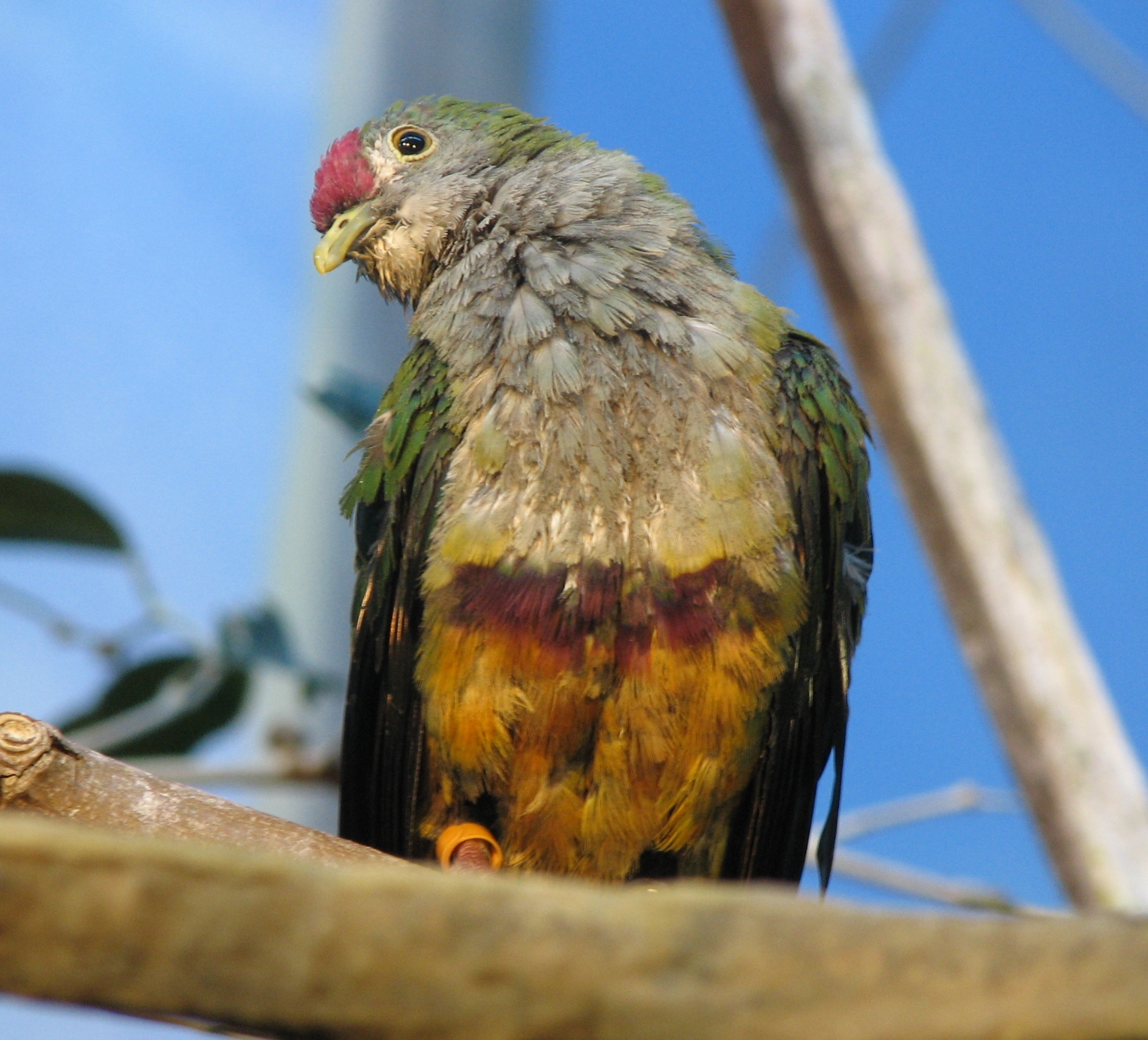

A vörössapkás gyümölcsgalamb (Ptilinopus pulchellus) a madarak osztályának galambalakúak (Columbiformes) rendjébe és a galambfélék (Columbidae) családjába tartozó faj.

## Előfordulása
A vörössapkás gyümölcsgalamb Pápua Új-Guinea esőerdőiben valamint Indonézia Nyugat-Irian Jaya tartományának Batanta, Waigeo, Salawati és Misool szigetein él. Mivel élőhelyén gyakori, állománya nem csökken, nem tartják veszélyeztetettnek.

## Alfajai
- Ptilinopus pulchellus decorus - Új-Guinea középső és északi része
- Ptilinopus pulchellus pulchellus - Új-Guinea nyugati keleti és déli része

## Megjelenése
A madár kis méretű, körülbelül 19 cm hosszú, jellemzően zöld színű. Feje tetején vörös színű, torka fehér, csőre zöldessárga, lába bíborvörös. Mellrészén kékesszürke, hasa alja sárgás-narancsszínű, a két rész között vöröses bíbor átmenettel. A faj mindkét nemű egyede hasonló.

## Életmódja
A vörössapkás gyümölcsgalamb tápláléka főként fákról, pálmákról és kúszónövényekről szedett gyümölcsökből áll. Kis mérete ellenére a madár képes akár 5 cm³-es (kb. 2 cm átmérőjű) gyümölcsöt is lenyelni (Frith et al. 1976).

## Szaporodása
A tojó rendszerint egyetlen, fehér színű tojást tojik.